# Хрупкий базовый класс
Хрупкий базовый класс — фундаментальная проблема объектно-ориентированного программирования.

## Описание
Проблема хрупкого базового класса заключается в том, что малейшие правки в деталях реализации базового класса могут привнести ошибку в производные классы. В худшем случае это приводит к тому, что любая успешная модификация базового класса требует предварительного изучения всего дерева наследования, и зачастую невозможна (без создания ошибок) даже в этом случае.
Проблема хрупкого базового класса сильно снижает ценность наследования.
В общем случае проблема не решаема, и является одним из существенных недостатков ООП.
Проблема может быть обобщена и на системы, разработанные не на ООП-языках, и не использующие понятие «класс». Любое повторное использование готового кода (без копирования) как части нового кода может повлечь за собой такую проблему.
В современных парадигмах программирования, разработанных под влиянием ООП, используются понятия «связи» и «связность», и качество дизайна определяется управлением связями, что, в частности, подразумевает под собой ослабление связей. Наследование же в понимании ООП создает сильнейшую возможную связь, и, таким образом, должно использоваться с большой осторожностью.
Высокая сложность разработки фреймворков по сравнению с разработкой инструментариев, описанная в книге о паттернах так называемой «банды четырёх», определяется, в частности, легким появлением «хрупкого базового класса» во фреймворках и сложностью борьбы с этой проблемой.

## Возможные методы борьбы
Замена наследования агрегацией. При агрегации вложенный объект базового класса описывается явно как часть объекта производного класса, и производный класс может пользоваться только публичным интерфейсом базового класса. Таким образом, производный класс не может зависеть от деталей реализации базового класса, что решает проблему.